# 紫纹唇柱苣苔
紫纹唇柱苣苔（学名：Chirita pseudoeburnea），为苦苣苔科唇柱苣苔属下的一个植物种。